# الوسيطة
الوسيطة تعتبر منطقة زراعية هامة في الجبل الأخضر و ليبيا كما تحتضن مساحة شاسعة من الغابات الخضراء والعيون الجوفية والشلالات الصغيرة . حيث تشتهر بإنتاجها للطماطم و التفاح و غيرها. تبعد عن مدينة البيضاء 5 كم وتعد من اجد ضواحي مدينة البيضاء، وتعتبر متصلة بالبيضاء بحيث لا يفصلها إلا عقبة جبلية بينهما. كما تشتهر بالغابات و العيون المائية والحيوانات المختلفة، حيث تعتبر لا يوجد بها تعداد سكاني كبير بسبب حضنها للمزارع والمحميات، إلا انها تعرضت للحريق في عام 2013 حيث التهم الحريق ما يقارب 1000 هكتار من غاباتها.